# ヴィルヘルム・ハイエ
アウグスト・ヴィルヘルム・ハイエ（August Wilhelm Heye、1869年1月31日 - 1947年3月11日）は、ドイツの陸軍軍人。ヴァイマル共和政時代にハンス・フォン・ゼークトの右腕となり、その後任として兵務局長（参謀総長）、陸軍統帥部長官（総司令官）を歴任した。

## 経歴

### 初期の軍歴
プロイセン王国のフルダに陸軍中佐のヴィルヘルム・ヘイエとその妻シャルロッテ（旧姓フォン・フィンク）の子として生まれる。1888年3月22日にプロイセン王国陸軍士官学校に入学。当初は歩兵として勤務していてが、1900年に参謀科に転じる。1906年から1908年まで、ドイツ領南西アフリカ守備隊の後方支援に配属。当時南西アフリカではドイツの植民地支配に対するヘレロ族の反乱が起きており、ハイエも所属する守備隊もその鎮圧に従事していた。1910年から1913年まで、参謀本部第三部（情報部）の部長を務めた。
第一次世界大戦が勃発すると、当時中佐だったハイエはヴォイルシュ支隊（のち軍集団）参謀長に任命され、東部戦線に従軍し実力を発揮した。鉄十字章（第2級、第1級）、プール・ル・メリット勲章を受章。1917年9月に西部戦線に転属となり、ヴュルテンベルクのアルブレヒト王太子軍集団の参謀長に就任した。ドイツの敗色濃厚となった1918年9月、当時大佐であったハイエは、野戦軍の参謀、参謀本部作戦課長に転じ、軍部の中枢に参画するようになった。10月にエーリッヒ・ルーデンドルフが参謀次長を罷免された際、後任にヴィルヘルム・グレーナーが就任するまでの期間、大佐という比較的低い階級ながら参謀次長職を代行した。

### ゼークトの右腕

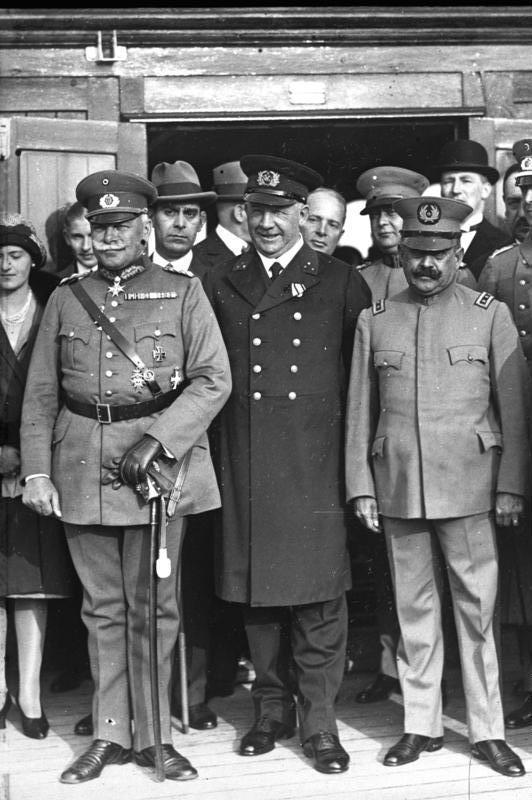
ハイエ（左端、1929年7月・ブレーメン）

ドイツ敗戦後の1919年4月、東プロイセンでいわゆる「北部国境守備軍」の参謀長に就任し、バルト三国での赤軍との戦闘を指導した。ハイエの前任者がハンス・フォン・ゼークトであり、ハイエの出世はゼークトとの関係に多くを負うことになる。東プロイセンではヴォルフガング・カップやヴァルター・フォン・リュトヴィッツといった保守派の将校や政治家らのクーデター計画を耳にするが、成功の可能性が疑わしかったため参加しなかった。
1919年10月1日、ベルリンの国防省兵務局で部長となる。兵務局長はゼークトであり、ハイエはその右腕になった。1920年3月にカップらが反乱（カップ一揆）を起こすと、用心のため自宅に引きこもったゼークトの代理として国防省を取り仕切った。ゼークトの方針に従い、一揆に加わることはしなかったものの、軍の分断を避けるため政府による武力鎮圧命令も拒否した。この事件ののちゼークトが陸軍統帥部長官（総司令官）に就任すると、同年6月、ハイエは後任の兵務局長に就任し、同時に少将に昇進した。1922年に中将に昇進し陸軍人事局長、1923年、ケーニヒスベルクの第1軍管区司令官に就任した。

### 陸軍総司令官
1926年10月、国家内国家の勢力を誇っていたゼークトは、ささいなことをオットー・ゲスラー国防相（ドイツ民主党）に咎められ、統帥部長官職を追われた。後任にはかつてゼークトの右腕だったハイエが就任した。政治に関心がなく我が強くないハイエの就任により、軍部がようやく政府の政治的管理下に置かれることを政府は期待した。しかし新設された国防省国防軍局長に就任したクルト・フォン・シュライヒャーが軍部内での影響力を増し、この期待は裏切られた。軍部の影の支配者となったシュライヒャーは、ハイエを飾りの地位に祭り上げた。統帥部長官就任と同時に歩兵大将に昇進していたハイエは、1930年に上級大将に昇進した上で、同年10月に離職・退役した。後任の統帥部長官にはクルト・フォン・ハンマーシュタイン＝エクヴォルトが就任した。
1934年、ナチ党政権が成立すると第1歩兵連隊名誉連隊長に任命された。しかし目立った事績もなく、第二次世界大戦後の1947年にニーダーザクセン州ブラウンラーゲで死去した。

### 家族
1894年、実業家フリッツ・カルチャーの娘エルゼ・カルチャーと結婚し、3男2女をもうけた。
息子ヘルムートはドイツ海軍で提督となり、戦後はドイツキリスト教民主同盟（CDU）の政治家としてドイツ連邦議会議員を務めた。

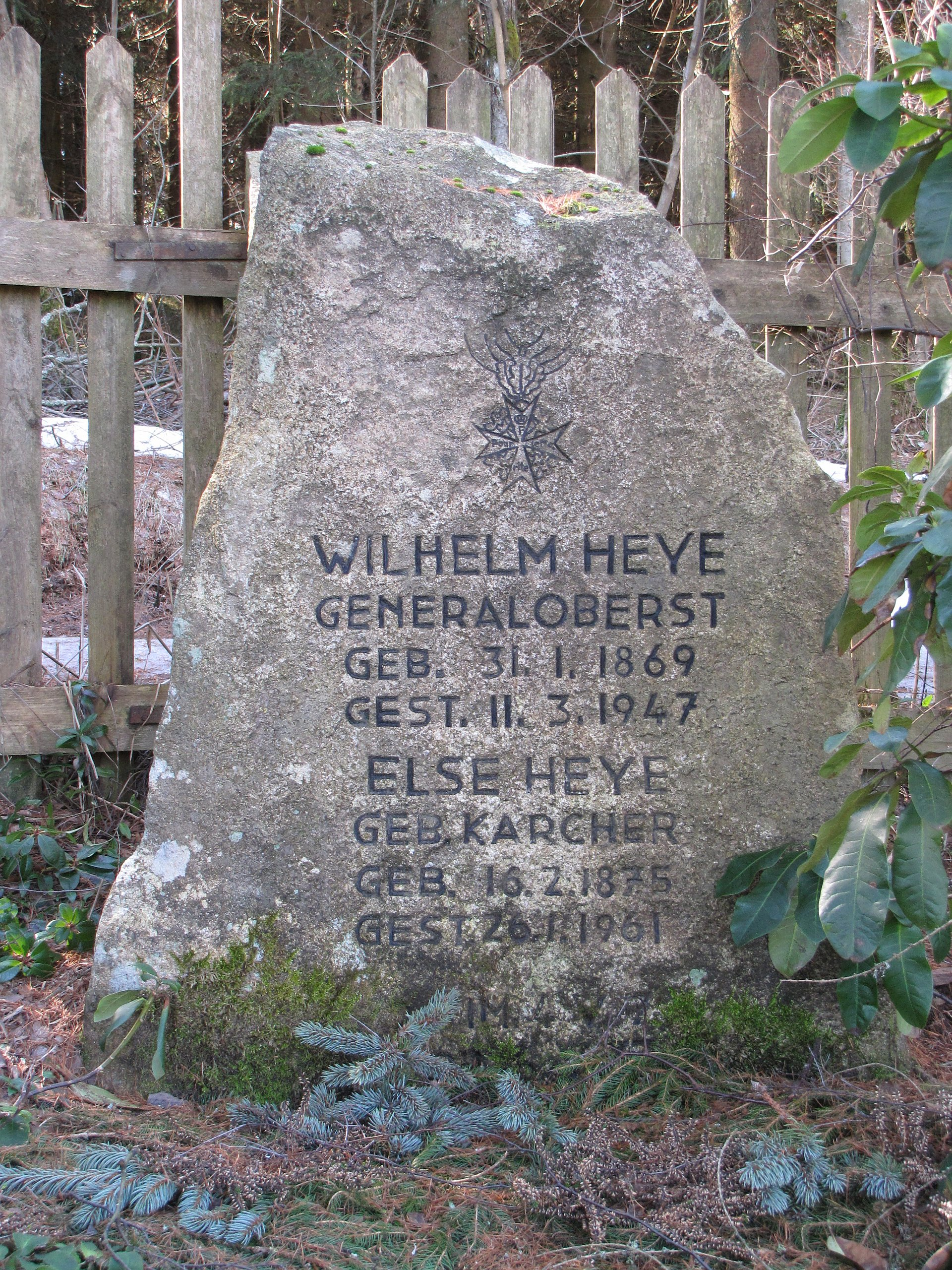
ブラウンラーゲにあるハイエの墓石

## 受賞
- 1914年版一級鉄十字章・二級鉄十字章
- ホーエンツォレルン家勲章
- プール・ル・メリット勲章 (1916年8月20日)
- 4等剣付き赤鷲勲章（プロイセン）
- 3等王冠勲章（プロイセン）
- 功労賞（プロイセン）
- 剣付きホーエンツォレルン家名誉十字勲章（プロイセン）
- 武功勲章（バイエルン）
- 剣付きアルベルト騎士団一等騎士十字章（ザクセン）
- 武功勲章（ヴュルテンベルク）
- フリードリヒ二等勲章（ヴュルテンベルク）
- ハンザ同盟十字章（ハンブルク）
- 二級戦争功労十字勲章（ブラウンシュヴァイク）
- ペーター・フリードリヒ・ルートヴィヒの剣と月桂樹による家督功労勲章（オルデンブルク）
- 一等フリードリッヒ・アウグスト十字章・二等フリードリッヒ・アウグスト十字章（オルデンブルク）
- 戦功十字章（ザクセン＝マイニンゲン）
- 戦功十字章（リッペ）
- ハンザ同盟十字章（リューベック）
- レオポルト戦功勲章（オーストリア）
- 二等鉄冠勲章（オーストリア）
- 二等戦功十字章（オーストリア＝ハンガリー）
- オスマニエ勲章・二級剣章（オスマン帝国）
- 銀製剣付きリヤカット勲章（オスマン帝国）
- オスマン戦争章（オスマン帝国）
- 武功勲章（ブルガリア）
- 勤続章（ナチス・ドイツ）

## 参照元
1. 1 2  Thilo Vogelsang: Heye, Wilhelm. In: Neue Deutsche Biographie (NDB). Band 9, Duncker & Humblot, Berlin 1972, ISBN 3-428-00190-7, S. 79 (電子テキスト版).

| 軍職                          | 軍職                                 | 軍職                                                  |
| ----------------------------- | ------------------------------------ | ----------------------------------------------------- |
| 先代 ハンス・フォン・ゼークト | ドイツ陸軍統帥部長官 1926年 - 1930年 | 次代 クルト・フォン・ハンマーシュタイン＝エクヴォルト |
| 先代 ハンス・フォン・ゼークト | ドイツ陸軍兵務局長 1920年 - 1923年   | 次代 オットー・ハッセ                                 |